# ヴァルター・シェレンベルク
ヴァルター・フリードリヒ・シェレンベルク（Walter Friedrich Schellenberg, 1910年1月16日 - 1952年3月31日）は、国家社会主義ドイツ労働者党（ナチ党）の組織親衛隊（SS）の情報機関SDの国外諜報局局長を務めた人物。最終階級は親衛隊少将兼警察少将 (Generalmajor der Polizei)。

## 経歴

### 生い立ち
1910年1月16日に、フランス国境に近いザール地方の都市で当時ドイツ帝国プロイセン王国ライン州 (Rheinprovinz) に属していたザールブリュッケンに出生。父はピアノ製造業者のグイド・フランツ・ベルンハルト・シェレンベルク (Guid Franz Bernhard Schellenberg)、母はカテリナ・リディア・シェレンベルク（Katherina Rydia Schellenberg, 旧姓リーデル／Riedel）。夫妻はシェレンベルクも含めて7人の子供を儲けており、シェレンベルクはその末っ子であった。母カテリナは子供たち全員にキリスト教（カトリック）教育を施した。父グイドがピアノ業者であったため、シェレンベルク家では音楽の教育も重視されており、シェレンベルクは8歳の時からチェロを習っていた。しかし23歳の時に落馬で両手を骨折し、それ以降、チェロを弾くのは止めたという。
ザール地方は第一次世界大戦後にフランスに占領され、1920年からは国際連盟の管理地域とされた。シェレンベルク本人の回顧録によると父の会社は第一次世界大戦後の経済危機によって大きな打撃を受け、特に1923年には深刻となったため、父は支店のあったルクセンブルクへ移住したという。以降シェレンベルク家はザールとルクセンブルクをまたがって生活するようになったという。
上級実科学校 (Oberrealschule) に入学したシェレンベルクは、歴史の授業に関心を持ち、特にルネサンスとルネサンス期の政治的文化的思潮に興味を持っていたという。また幼いころから外交問題に関心があったという。1929年春にここを卒業し、1929年夏にマールブルク大学に入学。1931年秋にはボン大学に移った。大学でははじめ医学を学んでいたが、のちに法律学に転じた。決闘の学生クラブにも参加している。1933年3月18日にデュッセルドルフの地方裁判所の司法修習生試験 (Referendarexamen) に合格し、ジンツィヒ (Sinzig) の州裁判所やボンの州検事事務所、デュッセルドルフの州裁判所などで司法修習生としての訓練を受けるようになった。またデュッセルドルフの州秘密警察とも接触を持った。最終的にシェレンベルクは1936年12月18日に州司法試験 (Große Juristische Staatsprüfung) に合格している。

### ナチス親衛隊
1933年4月1日、その年の1月30日に政権を掌握していた国家社会主義ドイツ労働者党（ナチ党）に入党した。党員番号は3,504,508。同日、親衛隊に入隊した。隊員番号は124,817。シェレンベルク本人によると彼がナチ党に入党したのは家からの仕送りが不足していたため、給付を受けやすくするためだったという。当時のシェレンベルクは司法修習生として法律の研修中だった。親衛隊員としての活動ははじめフルタイムではなく、パートタイムだった。
親衛隊少年兵の歴史教育を行う職に就いていたが、講義の中で反カトリックの講演をしたことでカトリック嫌いのSD長官ラインハルト・ハイドリヒ親衛隊中将に注目されたという。1934年にSDに参加した。1936年12月に司法試験に合格した後にデュッセルドルフからベルリンのSD本部へ異動となり、SDのI局（人事・財政部）に勤務した。1937年にはドイツ内務省にも入省し、1938年に参事官 (Regierungsrat) となった。
1938年には最初の妻ケーテ・コルテカンプ (Käthe Kortekamp) と結婚した。しかしまもなく離婚して、1940年10月にはイレーネ・グロッセ＝シェーネパウク (Irene Grosse-Schönepauck) と再婚している。
1939年9月にハイドリヒを長官とする国家保安本部が創設されると、シェレンベルクはその第IV局（ゲシュタポ局）E部（防諜部）部長に任命された。国防軍防諜部のヴィルヘルム・カナリスとも知己となる。カナリスはシェレンベルクの上官ハイドリヒとは犬猿の仲であったが、シェレンベルクには大変好感を寄せていたという。
ポーランド戦開戦直後の1939年9月にドイツ国境に近いオランダの町フェンローで活動中の英国人情報将校を誘拐する（フェンロー事件）。後に、オランダが中立国であるにもかかわらず、英国軍人にスパイ活動の便宜を供したとしてこの事件をオランダ侵攻の口実とした。ヒトラーはシェレンベルク以下、フェンロー作戦参加者を総統官邸に招き、自らの手で彼らに一級鉄十字章を授与した。

### SD対外局局長
シェレンベルクは、IVE部長には1941年まで在職していた。その後、VI局（SD国外諜報／SD-Ausland）へ異動となり、ここで局長ハインツ・ヨストの代理となる。1942年にはアインザッツグルッペン（東部戦線で国防軍の後方にいてユダヤ人などの虐殺を行っていた部隊）の任務のために東部戦線へ送られたヨストに代わって国家保安本部第VI局局長に任じられる。彼は駐ストックホルム日本公使館付武官の小野寺信陸軍少将とも接触していた。
シェレンベルクはハインリヒ・ミュラーと並んで数少ないアインザッツグルッペンの指揮官に任じられなかった国家保安本部の幹部である。シェレンベルクの回顧録によるとハイドリヒはシェレンベルクもアインザッツグルッペン指揮官に任じようと考えていたが、親衛隊全国指導者ハインリヒ・ヒムラーが「シェレンベルクをドイツの外へやるときには私の許可を得るように」とハイドリヒに指示していたため、任命できなかったという。
またハイドリヒが暗殺された後、空席となった国家保安本部長官にヒムラーはシェレンベルクを考えていたというが、ヒトラーが若すぎるとして反対したという。
1944年2月には中立国の国防軍情報部情報協力者の寝返りが原因でヴィルヘルム・カナリスと国防軍情報部はヒトラーの信任を失った。ヒトラーは以降国防軍情報部はシェレンベルクのSDの傘下に入れるものとするという異例の決断を下した。こうしてシェレンベルクは国防軍情報部をも掌握することとなり、ドイツの情報機関はすべてシェレンベルクによって統括されるところとなった。
大戦末期シェレンベルクは、ヒムラーの補佐官としてフォルケ・ベルナドット伯爵を通じて連合軍と和平交渉をするようにヒムラーを説得し、秘密裏に会合を持つが失敗する。シェレンベルクは1945年6月にデンマークで連合軍に逮捕された。

### 戦後
ニュルンベルク裁判では他の被告に不利な証言を行った。その後、自身もニュルンベルク継続裁判の大臣裁判にかけられ、1949年に6年の禁固刑を宣告される。刑務所で彼は回想録『秘密機関長の手記』（原題：Das Labyrinth）を執筆する。彼は服役中に肝臓を患い、1951年に釈放される。釈放後はスイス、続いてイタリアで生活した。1952年、イタリアのトリノで癌のため死去した。
晩年は、『秘密機関長の手記』の編集補助者ハルプレヒトによれば、カトリック教会に戻り、毎週ミサにあずかる敬虔なカトリック教徒であったという。

## その他
上司であるラインハルト・ハイドリヒの妻リナとも不倫の関係があったといわれる。シェレンベルクの回顧録によるとフェーマルン島でリナと二人で散歩したり、ドライブしたり、コーヒーを飲んだだけだと言うが、嫉妬に狂ったハイドリヒはゲシュタポ局長ハインリヒ・ミュラーとともにシェレンベルクをバーに誘い出し、そこでシェレンベルクは毒を飲まされ、解毒剤と引き換えに何があったか話すことを迫られ、さらに二度と長官夫人と無断で遊び歩かないことを誓わされたという。
その後、ドイツ占領下のフランス・パリではファッションデザイナーのココ・シャネルと愛人関係を持っていた。

## 登場作品
- 『ウィンザー公掠奪』：ジャック・ヒギンズが「ハリー・パタースン」名義で発表した、シェレンベルクが主人公の戦争冒険小説。映画化もされた（日本未公開）。英国王を退位したウィンザー公を、英国占領後の統治に利用する目的で、ヒトラーがシェレンベルクに命じて誘拐しようとした実在の計画が描かれている。
- 『鷲は飛び立った』：ジャック・ヒギンズ著の戦争冒険小説。早川書房、1997年、ISBN 978-4-15-040835-0
- 『サロン・キティ (映画)』 … 1976年、イタリア/フランス/西ドイツ合作映画。 シェレンベルクが関わった諜報用の娼館「サロン・キティ」を描く。彼をモデルにした将校「ヴァレンベルグ」が主人公として登場する。

## キャリア

### 階級
- 1934年1月10日：親衛隊二等兵
- 1934年10月17日：親衛隊上等兵
- 1935年1月15日：親衛隊伍長
- 1935年5月15日：親衛隊軍曹
- 1935年11月9日：親衛隊曹長
- 1936年9月13日：親衛隊上級曹長
- 1937年4月20日：親衛隊少尉
- 1938年1月30日：親衛隊中尉
- 1938年8月1日：親衛隊大尉
- 1939年1月30日：親衛隊少佐
- 1941年9月1日：親衛隊中佐
- 1942年6月21日：親衛隊大佐
- 1943年6月21日：親衛隊上級大佐
- 1944年6月21日：親衛隊少将兼警察少将 (Generalmajor der Polizei)

### 受章
- 二級鉄十字章
- 一級鉄十字章
- 親衛隊名誉リング
- 一級及び二級剣付戦功十字章
- 親衛隊全国指導者名誉長剣